# Route nationale 4 (Rwanda)
Pour les articles homonymes, voir Route nationale 4.
La route nationale 4 (NR4) est une route du Rwanda allant de Kigali jusqu'à  Rusumo à la frontière entre le Rwanda et la Tanzanie près des chutes Rusumo.
La RN4 fait 169 kilomètres de long,.
Elle dessert ainsi le sud-est du pays. La route traverse initialement les hautes terres vallonnées du centre du Rwanda, qui, au sud-est, se transforment en savane légèrement plus basse.
La route est entièrement bitumée, c'est une route à voie unique qui suit principalement les contours du terrain. Il y a aussi beaucoup de construction le long de la route.
À Kigali, c'est l'une des principales routes de la ville, qui se relie à l'aéroport international de Kigali.
À Kigali, la RN4 croise les routes RN1, RN2 et RN3.

## Tracé
- Kigali
- Kabuga
- Rwamagana
- Kayonza
- Kabarondo
- Rusumo